# Jen Fu
Jen Fu čínsky pchin-jinem Yán Fù, znaky zjednodušené 严复, tradiční 嚴復, 8. ledna 1854, Chou-kuan, Fu-ťien — 27. října 1921, Fu-čou) byl čínský učenec a překladatel, představitel prozápadních trendů. Uvedl do čínského myšlení řadu evropských myšlenek, mj. i Darwinovu teorii přírodního výběru.

## Život
Pocházel z rodiny džentry z okresu Chou-kuan v provincii Fu-ťien, nedaleko fuťienské metropole Fu-čou (dnešní okres Min-chou v městské prefektuře Fu-čou). Připravoval se na úřednické zkoušky. Smrt otce roku 1866 uvrhla rodinu do finanční tísně a Jen Fu nemohl nadále studovat. Místo toho získal placené místo žáka v navigační škole při státních loděnicích a arsenálu ve Fu-čou se západním způsobem výuky a získal vzdělání v angličtině, aritmetice, geometrii, algebře, trigonometrii, fyzice, chemii, astronomii i navigaci. Právě zde se nadchl pro západní vědu. Absolvoval roku 1871 a následujících pět let sloužil v čínském vojenském námořnictvu. V letech 1877–1879 studoval na Royal Naval College v anglickém Greenwichi. Po návratu do Číny začal učit na škole arsenálu, kde sám kdysi studoval, a později též na námořní akademii v Tchien-ťinu. V této době se rovněž stal závislý na opiu.
Po porážce Číny v čínsko-japonské válce (1895) se v Číně uvolnily poměry a otevřel prostor pro modernizační a „westernizační“ snahy. Jen Fu se v této době proslavil jako překladatel a také jako teoretik překladu. Uvedl na čínský knižní trh a do čínského myšlení dílo Adama Smitha Bohatství národů, traktát O svobodě Johna Stuarta Milla, Ducha zákonů Charlese Louise Montesquieua či Studii o sociologii Herberta Spencera. Jen Fu seznámil čínské čtenáře též s Darwinovým učením, sám s ním však plně nesouhlasil a nepřekládal samotného Darwina, ale Thomase Huxleyho, s nímž více souzněl. Ideu přírodního výběru uvedl do čínské tradice pod názvem tchien-ce (天擇). Své myšlenky šířil také jako šéfredaktor novin Kuo-wen pao. Zapojil se i do politiky, do prvního moderního politického hnutí v Číně zvaného Kung-čche šang-šu, které vedl Kchang Jou-wej, a jež nakonec vyústilo ve „sto dní reforem“. V roce 1912, v souvislosti se Sinchajskou revolucí, byl Jen Fu zvolen rektorem Pekingské univerzity. Navzdory tomu zůstal přesvědčeným monarchistou a podporoval Jüan Š’-kchaje.